# 松本市立梓川中学校
松本市立梓川中学校（まつもとしりつ あずさがわちゅうがっこう）は、長野県松本市梓川梓にある公立の中学校。

## 沿革
- 1953年4月1日 - 南安曇郡梓村と倭村による組合立中学校として創設[1]。
- 1955年4月1日 - 梓村と倭村が合併し梓川村になったことに伴い、梓川村立梓川中学校になる[1]。
- 2005年4月1日 - 梓川村が松本市と合併したことに伴い、松本市立梓川中学校になる[1]。

## 概要
- 学校教育目標に「強く・優しく・思慮深く」を掲げ、たくましく生き抜く力を培い、互いに尊敬し思いやりある心豊かな人間に成長することを願った教育活動をしている[1]。
- リンゴ摘果や加工用トマトの収穫作業の受入れ、施設との交流、地域講師の派遣など、地域の方々が学校の教育活動に協力している。リンゴ摘果や加工用トマトの収穫体験は、生徒が地域の産業について学ぶと同時に、労働の大変さを体感する機会にもなっている[1]。
- 部活動、輝きの時間（総合的な学習の時間）、リンゴ摘果、加工用トマト収穫、文化祭である梓流祭での大運動会、縦割り合唱、全校百人一首大会など、学年の枠を超えた活動が多いことから、先輩・後輩の距離が近く、全校の絆も強い[1]。

## 生徒数・職員数
- 2015年3月 生徒＝413人、職員＝34人[1]

### 学級数
- 2014年度＝1学年5クラス、2学年5クラス、3学年4クラス、特別支援学級2クラス[1]

## 主な行事
- 4月　奈良京都修学旅行（3年生）
- 5月　リンゴ摘果作業
- 6月　PTA資源物回収
- 7月　東北信旅行（2年生）
- 8月　上高地・乗鞍岳登山（1年生）、トマト収穫作業、職場体験（2年生）
- 9月　梓流祭・大運動会
- 10月　教文学習（1年生）
- 12月　縦割り合唱発表会
- 1月　百人一首大会
- 3月　3年生を送る会[1]

## 部活動
| - 男女バスケットボール - 男女バレーボール - 女子ソフトテニス - サッカー - 剣道 | - 陸上 - 卓球 - 吹奏楽 - 美術 - 野球 |